# Saint-Antoine-d’Auberoche
Saint-Antoine-d’Auberoche – miejscowość i dawna gmina we Francji, w regionie Nowa Akwitania, w departamencie Dordogne. W 2013 roku populacja gminy wynosiła 167 mieszkańców.
W dniu 1 stycznia 2017 roku z połączenia sześciu ówczesnych gmin – Bassillac, Blis-et-Born, Le Change, Eyliac, Milhac-d’Auberoche oraz Saint-Antoine-d’Auberoche – utworzono nową gminę Bassillac-et-Auberoche. Siedzibą gminy została miejscowość Bassillac.